# アフガニスタンの歴史
アフガニスタンの歴史（アフガニスタンのれきし）では、中央アジアに位置するアフガニスタンの歴史を概説する。

## 先史時代
アフガニスタンの先史時代のことで考古学調査により判明したことは比較的少ないが、旧石器時代と新石器時代に、この地域に広く人が住んでいたことは分かっている。10万年前頃（前期旧石器時代）の石器がカズニー西方のダシュティ・ナウルで、5万年前頃（中期旧石器時代）の石器がヒンドゥークシュ山脈の北方と南方地域で、2万～1万5000年前頃（後期旧石器時代）の石器がバルフ地域で発見されている。また、1万年前頃のものと6000年前頃のものと推定される石器がアム・ダリアの南方とフルムの北方で発見されている。
およそ1万年前には農業と牧畜が行われ、紀元前6千年紀にはバダフシャン産のラピスラズリがインドへ輸出され、また、紀元前2千年紀にはアフガニスタンのラピスラズリがエーゲ海地域で使用されていて、ミュケーナイの竪穴墓の一つから見つかっている。さらに、紀元前1336年にはトルコ沖のウルブルンで難破した船からアフガニスタン産と思われる錫が運ばれていたことが分かっている。

### インダス文明
19世紀になって存在が知られるようになった。狭義ではインダス文明は紀元前2600年から紀元前1900年の期間を指す。滅亡には気候変動など様々な原因が考えられるが、インダス文明には他の古代文明とは異なり王宮や神殿のような建物は存在しない。ヒンドゥークシュ山脈や北部のバダフシャン地方に数は少ないが遺跡が見られる。

### オクサス文明
オクサス文明はバクトリア・マルギアナ複合と呼ばれ、アフガニスタンでは北部のアムダリヤ川上流周辺がオクサス文明地域にあたる。オクサス文明の発見は比較的新しい。メソポタミア文明、インダス文明などの他文化との関係、アーリア人のインド・イランでの勃興に関連しても注目される。

## 古代のアフガニスタン
古代アフガン人は今日のアフガニスタンにおけるパシュトゥ語圏に居住し、言語分布の記録によるとパシュトゥ語はアフガニスタン北東部のジャラーラーバード北部から南方のカンダハール、カンダハールから西方のファラーおよびセブゼワールにわたる地域で話されていたとされる。この地域はインド、中東、中国、中央アジアの交通路であり、アフガニスタンはイラン、インド、中央アジアの文化から影響を受けることになる。

### 前期ヴェーダ時代
『リグ・ヴェーダ』によると紀元前12世紀頃に十王戦争が起こり、アフガニスタン東部からパンジャブで勢力を伸ばしていたスダース王が率いるトリツ族とバラタ族に、ヴィシュヴァーミトラが率いる十王の連合軍(プール族など)が攻め込んだが、逆に敗北して覇権を握られた。後にバラタ族とプール族は融合してクル族となりクル国を建国し、支配階層を形成した(カースト制度)。

### 後期ヴェーダ時代
全インド(十六大国)を征服すると「バーラタ(バラタ族の地)」と呼ぶようになった。『マハーバーラタ』によると、クル族の子孫であるカウラヴァ王家はその後内部分裂し、クルクシェートラの戦いでパンチャーラ国に敗北すると衰退していった。この頃インドで十六大国の一つに数えられたガンダーラは、紀元前6世紀後半にアケメネス朝に支配されるようになり、他のインドの国々と全く異なったアフガニスタンの歴史を歩み始めることになった。

### アケメネス朝ペルシア
紀元前6世紀に、アケメネス朝ペルシアのキュロス大王が版図を東方のインダス川まで拡げ、その支配下にあった頃から、この地域が歴史の記録に現れ始める。
ダレイオス1世によって、この地域に様々な州が設けられた。すなわち、アリア（ヘラート）、ドランギアナ（スィースターン）、バクトリア（アフガン・トルキスタン）、マルギアナ（メルブ）、ホラズミア（ヒヴァ）、ソグディアナ（トランスオクシアナ）、アラコシア（ガズニとカンダハール）、ガンダーラ（ペシャーワル谷）などであり、統治が強化された。紀元前332年、マケドニア王国のアレクサンドロス3世（大王）の東征におけるガウガメラの戦いでダレイオス3世を破ったことにより、この支配体制は終わる。

### マケドニア王国
紀元前330年にアレクサンドロス3世がアフガニスタンに侵攻した。アレクサンドロスは前進しながら征服地を守るため、各地に都市（アレキサンドリア）を築いていった。現在のヘラート近くのアレクサンドリア・アリアナがその最初である。紀元前329年には、カーブル北コヒスタン渓谷に、アレクサンドリア・アド・カウカスを築いた。また、この東征によってヘレニズム文化が流入した。紀元前323年にアレクサンドロス3世が死去すると帝国は分裂し、アフガニスタン東部の領土（パンジャーブ）がセレウコス朝シリアに編入されるが、紀元前305年にマウリヤ朝インドのチャンドラグプタがセレウコス朝シリアからアフガニスタン東部を奪う。その後両国関係が好転し、紀元前3世紀中頃からはマウリヤ朝インドのアショーカ王のもと、インドとアフガニスタンで仏教が盛んになった。紀元前232年、アショーカ王が死ぬとマウリア朝は衰退する。

### グレコ・バクトリア王国
一方で紀元前250年頃にギリシア人のディオドトスがバクトリア（北部アフガニスタン地域）において独立王国・グレコ・バクトリア王国を建国し、一世紀にわたって栄えた。一方、イランと南部アフガニスタンにはアルサケスが独立王国・アルサケス朝パルティアを築き、226年まで続いた。

### インド・グリーク朝
ギリシア人の最後の王朝。

### インド・スキタイ王国
紀元前2世紀、匈奴がモンゴル高原の覇者になり敦煌の月氏を駆逐すると、逃れた月氏が塞族を追い出しイシク湖に定住した。塞族は、パミール高原を越えて定住を始め、紀元前85年にインド・グリーク朝に侵攻し、紀元前10年に最後のギリシア系王朝が滅亡し、サカ人のインド・スキタイ王国が興った。

### インド・パルティア王国
アルサケス朝パルティアが弱体化すると、パルティア人のゴンドファルネスがバクトリアと北インドを支配下に治め、20年にアルサケス朝パルティアから独立してインド・パルティア王国を興した。

### クシャーナ朝
紀元前1世紀前半に大月氏傘下には貴霜翕侯(クシャンきゅうこう)の他に四翕侯があったが、カドフィセス1世(丘就卻)が滅ぼしてクシャーナ朝を開いた。カドフィセス1世は、カブーリスタン(カブール周辺)とガンダーラに侵攻し支配域とした。その子供のヴィマ・タクトの時代にはインドに侵攻して北西インドを占領した。
カニシカ1世の時代には、ガンジス川中流域、インダス川流域、さらにバクトリアなどを含む大帝国となった。カニシカ1世はパルティアと戦って勝利を収めた。
ヴァースデーヴァ1世はサーサーン朝のシャープール1世に敗北し、インドを失うと、その後もサーサーン朝に攻められて領土を失いカブールのみとなった。サーサーン朝のバハラーム2世の時代に滅亡し、その領土はサーサーン朝の支配下でクシャーノ・サーサーン朝となった。

## イスラーム化の進展
アラビア半島で興ったイスラーム教はイランや中央アジアに浸透し、トルコ人とイラン人による幾つかの地方勢力を生み出し、9世紀から10世紀の間に最後の非イスラーム王朝は滅亡した。イランのターヒル朝はバルフやヘラートを領有しており、これは後に土着のイラン系サッファール朝が勢力を引き継ぐ。北部では地方有力者がイラン系のサーマーン朝に属してブハーラ、サマルカンド、バルフは発展した。

### ガズナ朝
10世紀にサーマーン朝のマムルーク軍人だったアルプティギーンがガズニーを占領して小国家を建国し、後にカーブルやインダス川にまで勢力を伸ばす。そしてマフムードが997年に王に即位してガズナ朝はアフガニスタン全土を支配し、さらにインドの中心まで征服した。この頃にガズニーは急速に都市として成長した。しかし1152年にアフガニスタン北西部に位置するゴール朝のアラー・ウッディーン・フサイン2世によってガズニー朝は滅亡する。アラー・ウッディーンはこのことから「ジャハーンソズ（世界を焼き払う者）」という異名を持つ。

## モンゴル時代

### モンゴル帝国
アラー・ウッディーンの死後にゴール朝は崩壊してアフガニスタンの支配権はアラー・ウッディーン・ムハンマド（ホラズム・シャー）に移る。ホラズム・シャー朝の時代にはアフガニスタンの勢力は中国、トルキスタン、イラクにまで達していた。ホラズム・シャーはアッバース朝カリフの地位を獲得するために1219年にバグダードにまで進軍するが、チンギス・ハン率いるモンゴル帝国軍がアフガニスタン東部へ侵略して諸都市が占領され、これに反撃するものの失地の回復は失敗してホラズム・シャー朝は滅亡した。しかしチンギス・ハンの死後にアフガニスタン各地で族長が独立国家を打ち立てた。

### ティムール朝

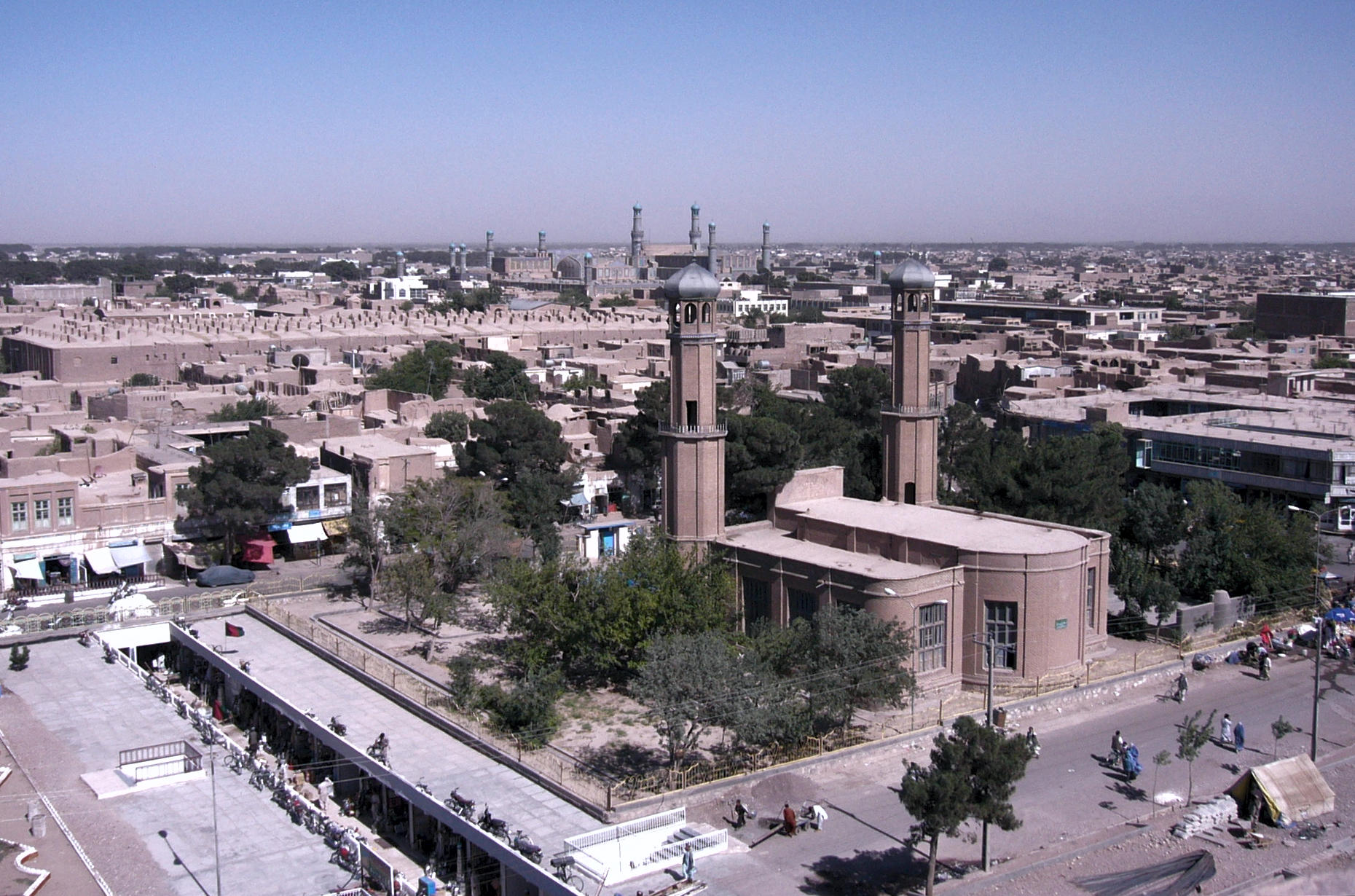
ヘラートの風景

14世紀末にティムールがアフガニスタンの各地を征服してその大部分を支配した。ティムール朝は、かつてのモンゴル帝国の復興を目指した。ティムールの死後には後継者たちが学問や芸術の発達を推進し、ヘラートが文化的・政治的中心地として繁栄した。

### ムガル朝とサファヴィー朝の抗争
16世紀にウズベク族のシャイバーニー朝はムハンマド・シャイバーニー・ハーンの支配下で中央アジアに勢力を伸ばし、1507年に戦争に勝利してヘラートを占領し、ティムール朝の支配は終わる。以前にウズベク族によりフェルガナを追放されたティムール家の子孫のバーブルはカーブルを領有していたためにアフガニスタン中部にカーブルを首都とする国家を建国していた。バーブルはサファヴィー朝のシャー・イスマーイールとともにウズベク族のムハンマド・ハーン・シャイバーニーと戦い勝利する。バーブルはカーブルの南北に征服し、1527年、アーグラを首都としてムガル朝の基盤を築く。バーブルは1530年に死去するが、ムガル朝は、この後200年にわたってインドを支配し、大いに栄える。
その後の16世紀と17世紀の200年間はアフガニスタンの統一は失われ、ムガル朝とサファヴィー朝によって分割統治される。とはいえ、17世紀前半には両国は係争地カンダハールを巡り、二度にわたるムガル・サファヴィー戦争を行った。

## アフガンの王家による統治

### ホータキー朝
1709年、パシュトゥーン人ギルザーイー部族の族長の一人ミール・ワイス・ホータキーに率いられサファヴィーに反乱を起こした。まず、カンダハールを攻撃し、陥落させた。その後、ペルシャに乗り込んだ。1715年ミールワイスが死ぬと息子のマフムードが争いの末後継者となり、サファヴィー朝の王座を奪い、1722年ペルシャの首都イスファハーンに向かい、ペルシャ軍を破り、長きにわたる戦いの末、イスファハーンを襲撃する。1725年世を去った。その後を従弟のアシュラフが継ぎ、オスマン軍を破ったが、1729年にナーディル・クリー・ベグの率いる復活したペルシャ軍に敗北する。

### アフシャール朝
ペルシャの王位に就いたナーディルはナーディル・シャーと名乗って、カンダハールとカーブルへ進撃した。1738年に両都市を攻略し、インドへ向かった。インドでは、アブダーリー族の親衛隊がナーディルを助けた。彼はムガル帝国軍を下し、デリーを陥落させ、ペルシャに戻った。その後もオスマン帝国やサマルカンド、ヒヴァ、ブハラへ出征を続けた。1747年部下に殺害された。親衛隊を率いていたアフマド・ハーン・アブダーリーことアフマド・シャー・ドゥッラーニーは何とかカンダハールへ戻ることができた。

### ドゥッラーニー朝
1747年にイラン系遊牧民パシュトゥーン人がアフシャール朝から独立して建国。1758年に清がジュンガル部を完全に制圧すると中国と国境を接するようになり、清の皇帝から朝貢を要求される。以後清の朝貢国となる。またこの時代はインド征服も盛んに行い、弱体化したムガル帝国にも何度も侵攻し、一時期デリーを領有した。
アブダリー族のアフマド・ハーンは、アブダリー族の9つの亜属が集まったジルカによってシャーに選ばれた。その後、彼はドゥル・イ・ダウラーン（真珠の時代）という肩書きを得たことを契機に、アブダーリー族はドゥッラーニーと名乗るようになり、アフマド・ハーンは、アフマド・シャー・ドゥッラーニーとなった。1748年にガズニーとカーブルを攻撃し、続いてペシャワールを襲った。その後デリーへ兵を進め領土を拡げた。1750年ヘラートに進撃する。さらにアフガニスタン中央部のバーミヤンを抑える。
1809年、シュジャー・シャーは大英帝国と同盟した。ナポレオンのフランスとロシア帝国が共同してインド侵攻した場合、対抗する意味合いがあった（第I期グレート・ゲーム）。
外交面では好戦的な一面も見せたが、周辺の遊牧国家とは親善を図った。
1842年に王家が分裂し、分家が本家を滅ぼす形で王朝が交代し、バーラクザイ朝が創始される。

#### バーラクザイ朝

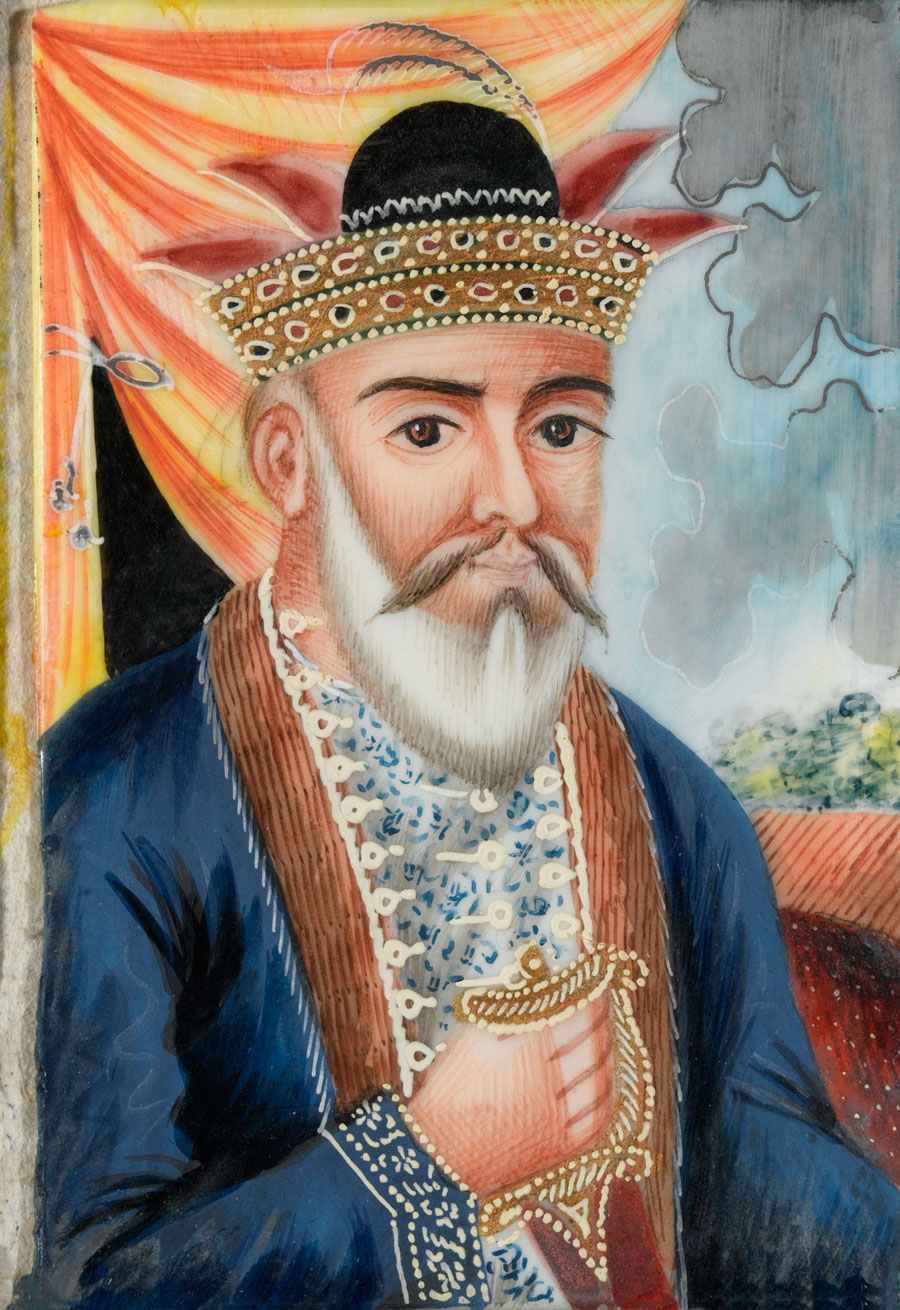
ドースト・ムハンマド・ハーン

1826年、ドゥッラーニー部族連合バーラグザイ部族の長ムハンマド・アズィーム・ハーンの弟、ドースト・ムハンマド・ハーンがドゥッラーニー朝から独立してバーラクザイ朝を建国。

#### アフガニスタン首長国
1835年には君主の称号をアミールに変え、アフガニスタン首長国となった。1830年代、当時のアフガニスタンは、中央アジアへの南下政策を推進するロシアと植民地インドの防衛を至上とするイギリスの対立（第I期グレート・ゲーム）に巻き込まれていた。1838年、インド総督ジョージ・イーデンがアフガニスタン派兵を決断した。第一次アフガン戦争の始まりである。イギリス軍は、何の抵抗も受けずにカンダハールを占領した。1839年7月イギリス軍は一気にカーブルに攻め込んだ。シャー・シュジャーは復位した。1840年ドースト・ムハンマドは抵抗したが成功せず、カーブル城下でイギリス軍に降伏し、カルカッタに追放された。
しかし1841年秋よりイギリス軍は度重なる襲撃を受け、総督府の代表であったマクノーテンと補佐役のバーンズも死去し、カーブルからの撤退を決める。翌年ジャララバードの駐屯地に向けて退却を開始するが、到着するまでに2万人近いイギリス軍側の兵士と非戦闘員はほぼ全滅した。更迭されたイーデンに代わりインド総督となったエレンボローはアフガニスタンに対し報復攻撃を開始、1842年7月にはカーブルに突入し捕虜となっていた兵士を救出、バザールを焼き払うなどしカーブルを破壊した。1842年9月、イギリス軍はカーブルを引き揚げて第一次アフガン戦争は終わった。
1843年にドースト・ムハンマドは帰国、シャー・シュジャーは暗殺され、ドースト・ムハンマドが再び実権を握った。さらに、イランのガージャール朝もアフガニスタンへの影響力強化を図っていた。こうした中で、アフガニスタンは1855年にイギリスとペシャーワル条約（英: Treaty of Peshawar ）を結び、両国の相互防衛を定めた。そのため、翌1856年にガージャール朝のナーセロッディーン・シャーがヘラートへ遠征すると、イギリスはヘラートを奪回しつつイランを攻撃し、1857年にパリ条約を認めさせてガージャール朝のアフガン進出を挫いた。これにより、アフガニスタン国家の領域が明確になっていった。

## イギリス保護国期
ドースト・ムハンマドの死後、息子のシェール・アリが王位を継いだ。クリミア戦争以後、中央アジアに版図を広げていたロシアは1878年、イギリスの影響力を排除することを目的にカーブルに外交使節団を送り込んだ。それを知ったイギリス政府とインド総督リットンはカーブルにイギリスの大使館の設置を要求したが、回答がなかったことからアフガニスタンに対し軍隊の進駐を決める（第二次アフガン戦争）。
当初はさしたる抵抗もなく駐留が続いたものの、1879年にカーブルで反乱が起き、1880年にカンダハール郊外でおきたマイワンドの戦いではイギリス軍が大敗した。その頃イギリスでは自由党のグラッドストン内閣が成立、アフガニスタンへの積極的な介入を推進していたリットン総督を更迭し、新しくリポン総督を任命し撤退を指示した。
その際にイギリス側は亡命していたアブドゥル・ラーマン・ハーンを擁立することで反乱の沈静化を図り、アフガニスタン側はイギリス以外の国との政治的な関係を結ばないことを条件に、イギリスからの内政干渉を受けないことの約束を取り付け、事実上イギリスの保護国となった。
1897年にアフガニスタン国王アブドゥル・ラーマンとイギリス領インド帝国外相モーティマー・デュアランドとの間で国境線が画定される（デュアランド・ライン）。アフガニスタン側は暫定的なものと解釈していたが改定されることはなく、パシュトゥーン人の歴史と分布を無視した人為的な分断として、現在のアフガニスタン・パキスタン国境線に繋がり多くの問題を引き起こす元となった。
1907年には英露協商が成立した。ドイツ、オーストリア、イタリアの三国同盟に対抗するために、イギリスとロシアにおいてペルシア（イラン）、アフガニスタン、チベットでの勢力範囲を定めたもので、アフガニスタンについてはロシアへの軍事的拠点としない条件でイギリスが支配することになった。

## 再独立
1919年、アブドゥル・ラーマンの後を継いで国王となっていたハビーブッラー・ハーンが暗殺され、王位は息子のアマーヌッラー・ハーンが引き継いだ。同年5月、アマーヌッラーはイギリス軍に対してデュアランド・ラインで失われたパシュトゥーン人の土地を取り戻すという名目でジハードを仕掛けた（第三次アフガン戦争、第II期グレート・ゲーム）。第一次世界大戦やインドでの内乱でイギリス軍が疲弊していることを見越しての戦争であったが、軍事用の複葉機からの空爆を初めて受けるなどし戦意を挫かれ、早々に終戦となり、ラーワルピンディーで条約を交わすことになった。
イギリスは戦争には勝利したものの疲弊していたのは事実であり、ライバルのロシアに革命が起きグレート・ゲームから脱落したこともあり、国境線はデュアランド・ラインで維持することを認めさせつつ、アフガニスタンの独立を認めた。その後、アフガニスタンは急速に近代化を進めることとなる。

### アフガニスタン王国
アマーヌッラー・ハーンは1921年にはソビエトと友好条約を締結し、1923年にはアフガニスタン史上初の憲法を制定、立憲君主制への移行へ踏み出した。憲法では、王権の絶対制と世襲制、イスラム教の国教化を規定する一方で、評議会の設置や大長老会議の招集、各大臣からなる内閣の規定など、様々な権能の分散化も図られた。1926年には歴代の君主の称号であるアミールをやめ、シャー（パーディシャー）に変えた（アフガニスタン王国）。しかし急激な改革は保守的な層（ウラマーなど）からの反発を招き、1929年には首都カーブルで反乱が起きた。混乱を回避するためにアマーヌッラーは退位してイタリアに亡命、ハビーブッラー・ガーズィーがアミールを自称して一時政権を奪った（1929年1月17日-10月13日まで）。
1929年、ムハンマド・ナーディル・シャーがこの混乱を収めて王位に就き、1931年にはよりイスラーム色を強めた新憲法を発布した。しかしナーディル・シャーは暗殺され、1933年11月に息子のザーヒル・シャーが19歳で王位を継いだ。首相として実際の政権を担っていたのはナーディル・シャーの弟のムハンマド・ハーシム・ハーンであり、1946年から1953年まではシャー・マフムード、その後はムハンマド・ダーウードが首相を継いだ。このナーディル・シャーと息子のザーヒル・シャーの2代を区別して、ナーディル・シャー朝と呼ぶこともある。ナーディル・シャー朝では、ウラマーとの妥協が図られ、パシュトゥーン人色が強まった。
1953年9月にザーヒル・シャーの従兄弟で、親ソ連急進派のムハンマド・ダーウードが首相に就任。ウラマー会議が改革に反発して反政府キャンペーンを組織すると、ダーウードはウラマーを弾圧した。旧世代のムッラーは社会に対する影響力を失うにつれ、学生達を中心により急進的なイスラーム主義の勢力が台頭した。
世論の反発を受けて、1963年3月10日にザーヒル・シャーはダーウード首相を退陣させた。1963年3月末から7名から成る憲法委員会は会合を開き、1年近くにわたって作業を続け、憲法草案を提出した。この草案は32名から成る憲法諮問委員会によって徹底的に検討され、1964年9月、憲法草案を検討し、正式に承認するためのロヤ・ジルカが招集されることになった。できるだけ全国民の意見を反映するものとなるように、各州で代議員を選出するための全国間接選挙が行われ542名（うち女性は4名）が選ばれた。このジルカでの議論は主に王族の役割と、司法制度の性質についてのものだった。王族は政党に参加してはならないという条項を入れた。法律・裁判所制度については近代化主義者の意見が通った。また、国内の強制移動や強制労働の問題についても強い反対意見が出された。新憲法には二院制議会（シューラ）で、秘密投票で選出される定員216名の下院（ウォレシ・ジルカ）と、一部は選挙、一部は国王の任命にて委員84名の上院（メシラノ・ジルカ）が定められた。しかし、政党の結成問題は、政党法が準備されるまで先送りされた。また、州及び地方自治体の地方議会を選挙で選ぶ方法も審議が延期された。2週間も経過しないでロヤ・ジルカ審議を終了してしまい、1964年10月1日、国王は新憲法に署名し、施行された。しかしながら、このような態度は、急進改革派の不満を招いた。

### アフガニスタン共和国
1973年7月、ムハンマド・ダーウードがクーデターを起こし、王政を廃止した。ザーヒル・シャーはイタリアへ亡命した。アフガニスタン共和国大統領に就任したダーウードは、反急進派勢力の中心となっているイスラーム主義勢力指導者の弾圧に向かい、海外に亡命した指導者によって反ソ連を志向するムジャーヒディーンが結成された。ダーウードの弾圧は親ソ連のアフガニスタン人民民主党のパルチャム派へも向けられるようになる。1978年4月27日のクーデターでダーウードは殺害された（四月革命）。

### アフガニスタン民主共和国

#### 人民民主党政権とソ連軍事介入
社会主義政権のアフガニスタン民主共和国が誕生すると、ハルク派のヌール・ムハンマド・タラキーが大統領に就任。1979年2月にイラン革命が勃発。
1979年9月14日、ハフィーズッラー・アミーンによる再クーデターでタラキーが逮捕され（後に殺害された）、アミーンが大統領に就任した。アミーンが宗教弾圧を開始すると、これに反発したムジャーヒディーンが蜂起。鎮圧に手こずるアミーンがソ連へ介入を依頼した。11月にイランアメリカ大使館人質事件が起こり、ソ連のブレジネフは、アフガニスタンのイスラム原理主義がイランに飛び火したと考え、ソ連国内へ飛び火することを恐れてソ連主導でムジャーヒディーン鎮圧を図った。1979年12月27日の嵐333号作戦でアミーンを暗殺し、12月29日にパルチャム派のバブラク・カールマルが革命評議会議長に擁立された。
12月24日にソ連軍がアフガニスタンに侵攻し、こうしてソ連軍対ムジャーヒディーンというアフガニスタン紛争が始まった。東西冷戦の最中でもあり、アメリカはソ連の南下政策と受け止め、パキスタン経由でムジャーヒディーンやハザーラ人に武器援助を行い、紛争は泥沼化した。
1986年5月4日、カールマルが失脚し、ムハンマド・ナジーブッラーが革命評議会議長に擁立された。

### アフガニスタン共和国
1988年、アフガニスタン共和国（1988年 - 1992年）に国名変更。
1988年4月14日にジュネーヴ協定が締結され、10月31日の国際連合アフガニスタン・パキスタン仲介ミッションを経て、1989年にソ連軍は撤退した。

#### 内戦とターリバーン政権
ソ連軍撤退後も国内の支配をめぐって、政府軍や武器が戦後も大量に残されていたムジャーヒディーン同士による戦闘が続き、ムジャーヒディーンからタリバーンやアルカーイダが誕生した。

### アフガニスタン共和国
1992年、アフガニスタン・イスラム国（1992年 - 2001年）が誕生。
1996年、タリバーン政権によりアフガニスタン・イスラム首長国が成立。
1998年8月7日にケニアとタンザニアでアルカーイダによるアメリカ大使館爆破事件が起こり、テロリストがタリバーン政権の保護下に逃げ込んだ。アメリカ政府（ビル・クリントン政権）はテロリスト訓練キャンプをトマホーク巡航ミサイルで破壊し報復。1999年11月15日にアメリカ政府はテロリストの引き渡しを求めたが、タリバーンがこれを拒否したため、経済制裁が課された。

#### ターリバーン崩壊と新政府樹立
2001年9月11日にアメリカ同時多発テロ事件が発生し、その報復として10月からアメリカ（ジョージ・W・ブッシュ政権）と北部同盟によるアフガニスタン紛争が行なわれた。北部同盟を構成するのは、タジク人のイスラム協会、ウズベク人のイスラム民族運動、ハザーラ人のイスラム統一党である。

### 暫定行政機構
12月22日にパシュトゥーン人でザーヒル・シャー元国王派のハーミド・カルザイが暫定行政機構議長に就任。こうして、多数派パシュトゥーン人のターリバーンに少数民族連合が挑むという対決の構図が形成されたが、その結果、アメリカが撤退することが難しくなった。

### アフガニスタン・イスラム共和国
2004年10月9日、アフガニスタン・イスラム共和国発足。
2011年5月2日、CNNはビン=ラーディンがパキスタンのアボッターバードにある隠れ家をアメリカ合衆国海軍の特殊部隊、Navy SEALsに襲撃され、殺害されたと報道。
2015年7月8日、アフガニスタン政府がパキスタンの首都イスラマバードでタリバンと初めて公式に和平を直接協議。同年7月30日、消息が不明だったタリバンの最高指導者ムハンマド・オマルが2013年4月に死亡していたことが確認。
2016年1月11日、パキスタン・アフガニスタン・中国・アメリカがタリバンとの和平を目指す4カ国調整グループ（QCG）を設立。同年3月、タリバンは和平交渉を拒否した
2019年12月4日、ナンガルハル州ジャララバードで同地を拠点に灌漑事業を展開していたペシャワール会代表の中村哲が殺害された。
2021年4月、アメリカ合衆国のジョー・バイデンは、2021年9月11日までに駐留米軍を完全撤退させると発表した。
アメリカ合衆国がアフガニスタンからの撤退を進める中、ターリバーンは主要都市を次々に制圧し、2021年8月15日にはカブールに迫り、全土を支配下に置いたと宣言した。政権側もアブドゥル・サタール・ミルザクワル内務相代行が平和裏に権力の移行を進めると表明した。
詳細は「2021年ターリバーン攻勢」および「カーブル陥落 (2021年)」を参照
そして同年8月19日には、ターリバーンがアフガニスタン・イスラム首長国として新政権を樹立した。
8月15日以降、政権崩壊に直面して多国籍軍、外国の支援団体に協力していた市民を中心に、ターリバーン政権下で迫害を受ける可能性のある市民らの国外脱出が本格化した。
カーブル国際空港からは連日、アメリカ軍を中心とする多国籍軍の輸送機が多数の市民を乗せて離陸、8月25日までに約8万8000人がアフガニスタンを後にした。これらの中にはテレビ放送局（TOLO）に所属していたジャーナリストをはじめとした知識階級、技術者も多数含まれており、国の立て直しに向けて障害となる可能性を含むこととなった。